# آن هولتن
آن هولتن هي مصارعة الهواة نرويجية، ولدت في 31 يناير 1972.